# With God on Our Side
«With God on Our Side» es una canción de Bob Dylan, publicada como la tercera canción en su álbum The Times They Are A-Changin'. Dylan interpretó por primera vez la canción durante su concierto en el Town Hall en Nueva York el 12 de abril de 1963. Actualmente, Dylan rara vez interpreta esta canción en concierto. 

## Descripción
En la letra se ve la idea de los humanos de que Dios o algún otro poder más alto estará siempre con ellos y se opondrá a los que se enfrente, por lo que al tener a este poder de su lado no se preguntan la moral de las guerras ni de las atrocidades cometidas por su país. Dylan menciona varias guerras y acontecimientos de Estados Unidos e históricos, incluyendo la matanza de indios americanos en Estados Unidos en el siglo XIX, la guerra entre España y los Estados Unidos, la guerra civil estadounidense, las dos guerras mundiales, el Holocausto, la Guerra Fría, y la traición de Jesucristo por Judas Iscariote.

## Controversia
Dylan afirma que "With God on Our Side" es una composición enteramente original, sin embargo, su melodía se asemeja a "The Patriot Game", una canción escrita por Dominic Behan y con la melodía de la tradicional canción irlandesa "The Merry Month of May". Behan llamó Dylan plagiador y ladrón, pero Dylan nunca respondió a los reclamos de Behan. 

## Otras versiones
Una grabación en vivo de "With God on Our Side" interpretada junto a Joan Báez puede ser encontrada en el álbum The Bootleg Series Vol. 6: Bob Dylan Live 1964, Concert at Philharmonic Hall, publicado en 2004. En el álbum MTV Unplugged Dylan omite el verso acerca de los alemanes y el Holocausto, por razones inespecíficas. 
Joan Báez incluyó la canción en su disco en vivo In Concert, Part 2 (grabado poco después de que Dylan escribiese la canción). Más recientemente, la canción ha sido reversionada por la banda Straylight Run, así como por The Neville Brothers en su álbum de 1989 Yellow Moon. Ambos cantautores Derek Webb y Jonah Matranga han interpretado la canción en vivo en numerosas ocasiones. Buddy Miller también toca la canción en su álbum Universal United House of Prayer en 2004, agregando un arreglo irlandés de estilo fúnebre. Half Man Half Biscuit publicó una parodia de la canción, titulado "With Goth On Our Side", en su álbum Trouble Over Bridgwater del 2000.